# 马凤山
马凤山（1929年—1990年），男，江苏无锡人，中国飞机设计师，曾任上海飞机研究所总设计师、所长、科学技术委员会主任、研究员，中国航空学会理事。